# Дупешко Микола Іванович
Мико́ла Іва́нович Дупешко (1995—2024) — підполковник Збройних сил України, учасник російсько-української війни. Герой України (2025, посмертно).

## Життєпис
Народився 19 липня 1995 року, проживав у селі Малий Кучурів у Чернівецькій області.
У 2013 році підписав контракт зі Збройними силами України. Закінчив Національну академію Сухопутних військ. Проходив службу у 80-й окремій десантно-штурмовій бригаді. У 2014 обороняв Луганський аеропорт. Під час повномасштабної війни був начальником розвідки 25-ї повітряно-десантної бригади. Загинув 12 грудня 2024 року в районі міста Покровськ на Донеччині.

## Нагороди
- Звання Герой України з удостоєнням ордена «Золота Зірка» (13 червня 2025, посмертно) — за особисту мужність і героїзм, виявлені у захисті державного суверенітету та територіальної цілісності України, самовіддане служіння Українському народові[4].
- Орден Богдана Хмельницького III ступеня (28 вересня 2022) — за особисту мужність і самовіддані дії, виявлені у захисті державного суверенітету та територіальної цілісності України, вірність військовій присязі[5].